# 突尼西亞歷史
突尼西亞歷史，突尼西亞曾經是迦太基的發源地。第三次布匿戰爭後，迦太基成為羅馬共和國的阿非利加行省。後來此地又陸續受到汪達爾王國、拜占庭帝國、阿拉伯帝國的統治。800年艾格莱卜王朝的建立标志着突尼斯脱离阿拉伯帝国的统治。艾格莱卜王朝被什叶派穆斯林和柏柏尔人推翻后，突尼斯又先后经历了法蒂玛王朝、哈夫斯王朝和侯赛因王朝的统治。突尼西亞在很长一段时间內受到奥斯曼帝国统治（这一时期被称为突尼斯摄政时期）。在1881年时，隨著法國對殖民地的開拓，转而成为法国的被保护国。
1956年3月20日，在殖民地獨立風潮之際，突尼西亞赢得了独立，正式改名为突尼西亞王国。罗尔斯貝伊成为首任统治者，享有国王尊號和至高无上的君權。1957年7月25日，侯赛因王朝被废黜，共和國宣告成立，民族主义领袖哈比卜·布尔吉巴就任首届总统，他使突尼西亞共和国迈向了现代化。然而他30年統治的结果是以收买人心的政策以及伊斯兰运动的崛起为标志的，继任总统扎因·阿比丁·本·阿里将之废除，但延續了布尔吉巴主义的現代化目标，即经济自由化。2011年1月14日，本·阿里因茉莉花革命而被驅逐下台，流亡至沙烏地阿拉伯。

## 早期历史
本地区早期人类活动的证据是在古萊比耶附近发现的石器时代的工具，这个可以追溯到大约20万年前的中石器时代。

## 迦太基
迦太基城是由来自地中海东岸的腓尼基人所建立。它的名字在腓尼基语里面为“新的城市”的意思。

## 罗马非洲行省
在罗马共和国最后几十年间，罗马人在此发动了几场著名的军事战争。盖乌斯·马略在与努比亚国王朱古达之间的战争中赢得了胜利。

## 西罗马帝国衰落
在公元5世纪，西罗马帝国急剧衰落。迦太基和罗马的非洲行省被由蓋薩里克领导的汪达尔人所占领。这里成为他们日耳曼王国的中心。
东罗马帝国或者后称为拜占庭帝国在他们的将军贝利撒留下于534年重新占据北非，包含突尼斯所在的伊夫起亚地區。

## 倭马亚哈里发国在伊夫起亚
从661年开始，倭马亚王朝开始牢牢地控制了这片新的穆斯林国家。在对于穆斯林与拜占庭帝国之间的竞争而言，哈里发穆阿威叶一世看到需要夺得埃及以西的土地，遂在670年派出大將烏巴·伊本·納菲（Uqba ibn Nafi）進攻伊夫起亚，逐漸佔領了當地。

## 阿拔斯帝国下的阿格拉布王朝

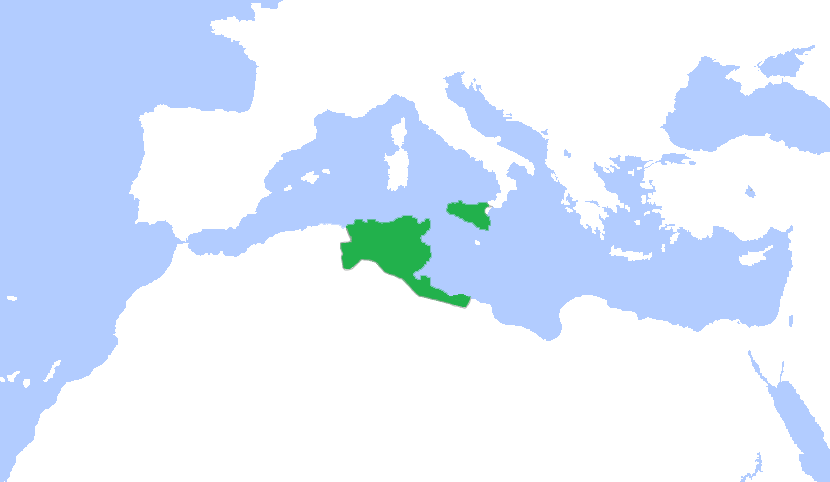
阿格拉布王朝於900年的領土

阿格拉布王朝（800-909年）是北非伊夫起亚地區的一個阿拉伯埃米尔王朝，創立人易卜拉欣一世·伊本·阿格拉布來自内志地區的巴努台米姆部落。此王朝名义上代表阿拔斯哈里发国，统治伊夫起亚地区一个世纪，直到909年被法蒂玛王朝所灭。虽然阿格拉布君主实际上独立行使行政、军事、司法和税收等权力，但阿格拉布从未否认阿拔斯王朝的宗主定位，政府每年向阿拔斯哈里发献贡4万第纳尔，每周五祈祷时的呼图白也會提到哈里发的宗主权。

## 法蒂玛王朝

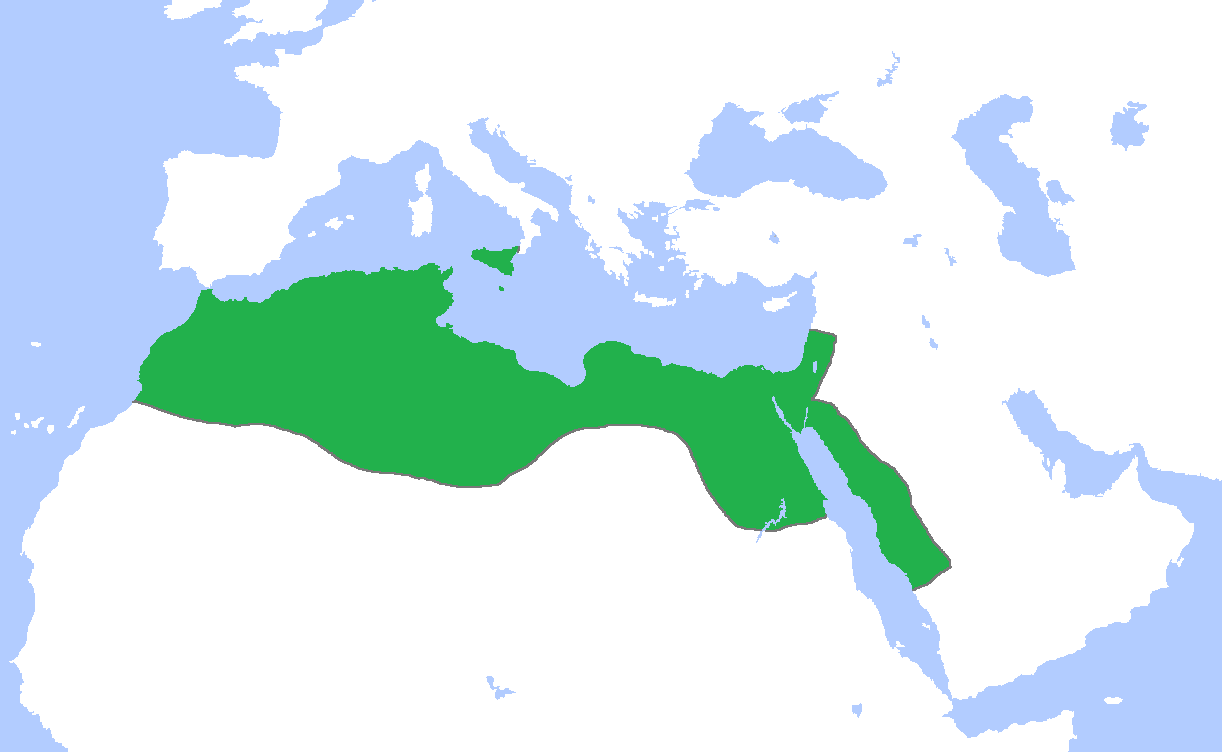
法蒂玛王朝极盛时代的疆域(公元969年)

法蒂玛王朝（909年－1171年），北非伊斯蘭王朝，中国史籍称之为绿衣大食。以伊斯兰先知穆罕默德之女法蒂玛得名。909年，伊斯兰教什叶派首领奥贝德拉在突尼斯以法蒂玛和阿里的后裔自居，自称哈里发，建都马赫迪亚，攻打摩洛哥的伊德里斯王朝，征服摩洛哥，並进而占领整个马格布和西西里岛。969年哈里发穆伊兹派部将乔海尔征服阿拉伯帝国统治下的埃及，973年迁都开罗。
1073年，被塞爾柱土耳其擊敗而失去耶路撒冷，法蒂玛王朝開始走向衰落。1171年法蒂玛王朝大臣萨拉丁在近卫军支持下发动政变，推翻法蒂玛王朝的哈里发阿迪德，建立阿尤布王朝，法蒂玛王朝灭亡。雖然法蒂瑪至1171年才滅亡，但他在伊夫起亞的權力，早在984年就被自家總督建立的齊里王朝給奪走了。

## 齊里王朝

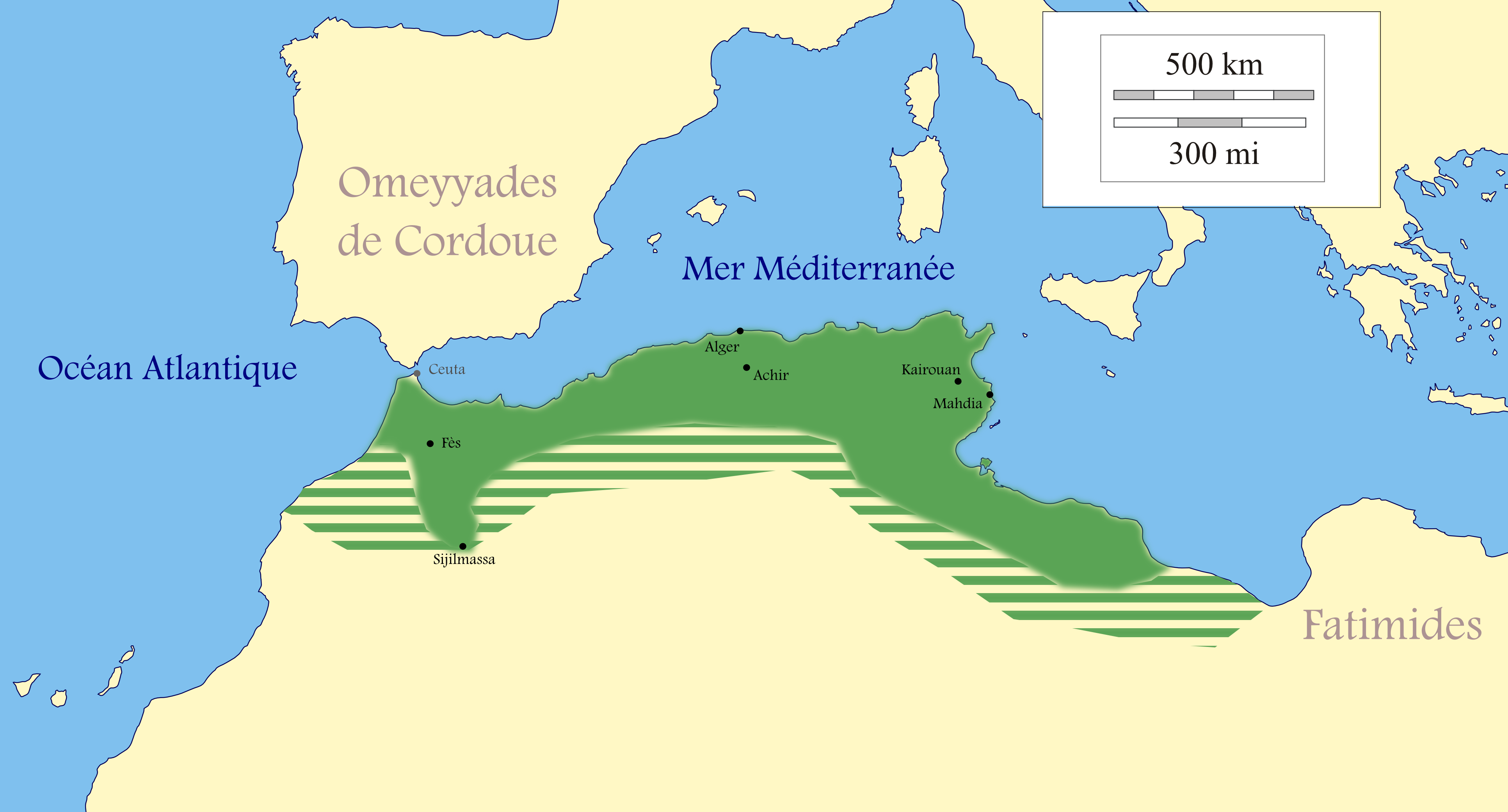
980年代，齊里王朝的極盛領土

984年建立齊里王朝的曼蘇爾·伊本·布盧金，其父布盧金（柏柏人）是法蒂瑪王朝自972年派駐伊夫起亞的總督，建立起穩固而強大的統治。雖然布盧金誓死效忠法蒂瑪哈里發（因此被哈里發封為「帝國之劍」），但其子曼蘇爾卻懷抱家族野心，遂在984年宣布自立，並迅速控制了包含摩洛哥在內的大片北非土地。但齊里王朝在11世紀中葉內鬥，阿爾及利亞分裂出來，成立哈瑪德王朝，連帶使齊里在伊夫起亞的統治搖搖欲墜。

## 穆瓦希德王朝

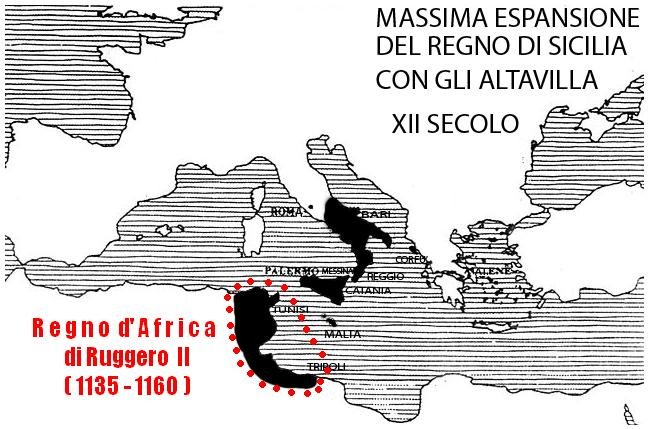
西西里诺曼王国之鲁杰罗二世建立的非洲王國（由紅框圈出）從1139年維持到1160年，總共統治伊夫起亞21年，直到穆瓦希德王朝驅逐了諾曼勢力

自12世紀初開始，齊里王朝在伊夫起亚的統治急速衰落，當地的无政府状态使它成为西西里诺曼王国的目标。諾曼王國自1134年起陸續占据了马赫迪耶、加貝斯、斯法克斯和杰尔巴岛，最終在1148年消滅齊里王國，創建諾曼人的非洲王國。当时穆斯林在马格里布唯一一个强大力量是新出现的穆瓦希德王朝。1147年其開國君主──摩洛哥人阿卜杜·穆明攻占摩洛哥第一大城马拉喀什，灭穆拉比特王朝，並且定都于此。12世纪后期穆瓦希德王朝达到鼎盛，1160年兼併伊夫起亚、趕走諾曼人，之後又征服西班牙穆斯林地区和整个马格里布。國內通行古典阿拉伯語、柏柏爾語族諸語言、中世紀希伯來語、非洲羅曼語。13世纪初国土分裂，1269年被马林王朝所取代。

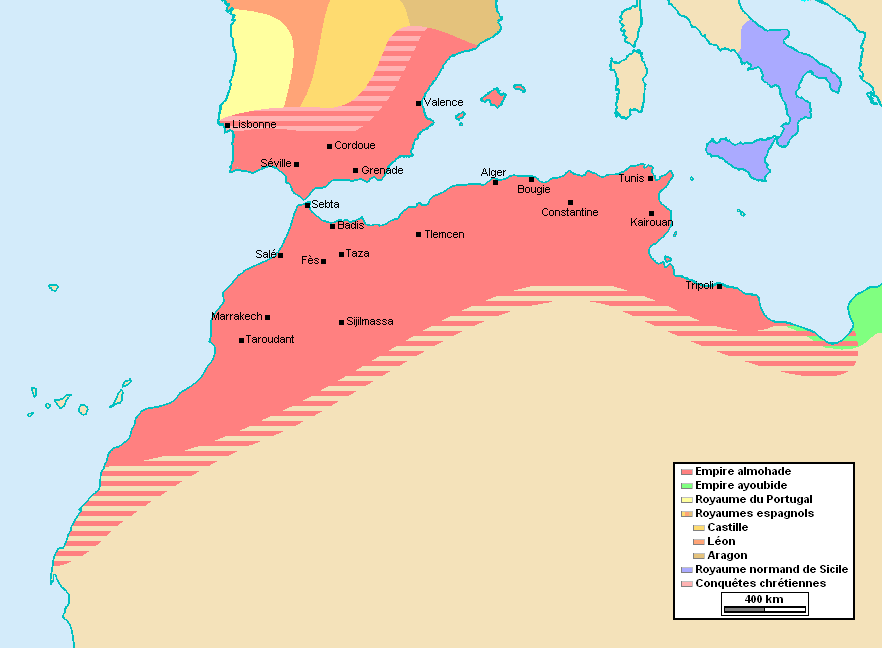
12世紀末穆瓦希德最大領土

## 突尼斯的哈夫斯王朝

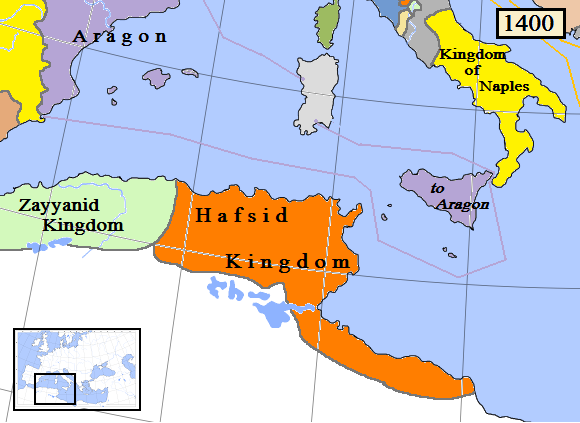
1400年佔領突尼斯的哈夫斯王朝（橘色區塊）

哈夫斯王朝是1229年至1574年统治突尼斯伊夫起亚地区的穆斯林王國，定都突尼西亞城。此王朝是1270年第八次十字军东征的目标，但哈夫斯王朝打败了法国国王路易九世率領的十字军大軍；1390年再次打败了法王查理六世发动的侵略战争。14～15世纪，马格里布各国间不断发生掠夺战争，削弱了各自的力量。到十六世纪，该王朝被西班牙和奥斯曼帝国所支持的巴巴里海盗所夹击，譬如1535年，哈夫斯王朝沦为西班牙的藩属。西班牙人任意侵占突尼斯人的土地，垄断贸易，排挤当地人的商业活动，强制信仰基督教等，激起了突尼斯人的强烈愤恨。1574年该王朝被奥斯曼帝国及巴巴里海盗的聯軍灭亡。

## 奥斯曼帝国

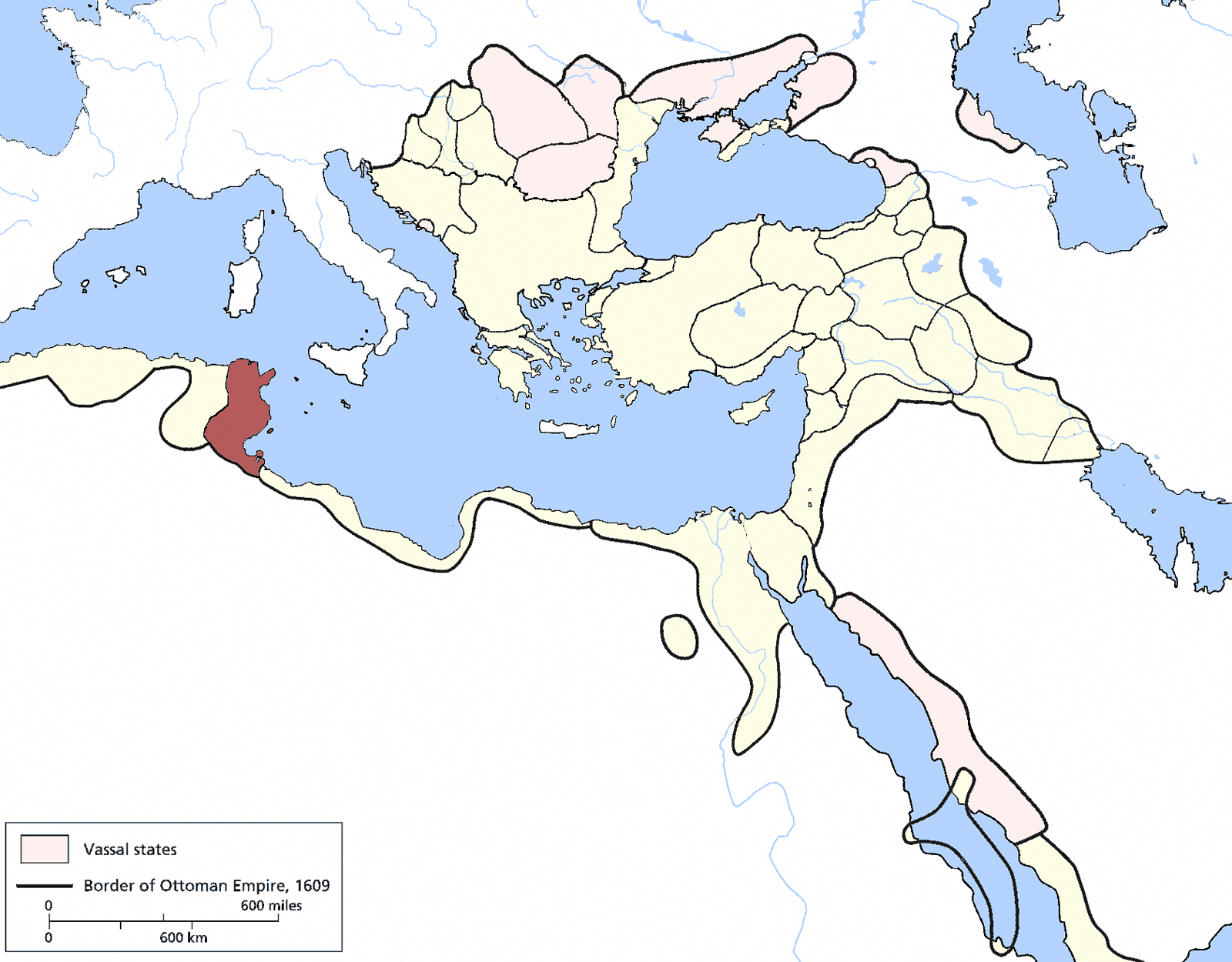
1609年的奥斯曼突尼西亞行省

自16世纪开始，地中海处于西班牙人与奥斯曼土耳其人的长期竞争状态。1516年土耳其佔領突尼西亞，不久西班牙控制了一系列北非港口，1574年土耳其又重新佔領突尼西亞，建立突尼西亞行省。而當地在此時出現巴巴利海盜，橫行於地中海，最終被美國與瑞典打敗。十九世紀統治者希望改革，但也使債務飆升，而使法國有理由於1881年占領突尼斯。

## 现代化和法屬突尼西亞
1705年，突尼斯贝伊侯赛因·本·阿里·图尔基推翻了奥斯曼帝国派驻突尼斯的最高官员德伊，建立起侯赛因王朝，其统治下的突尼斯被后世称为“突尼斯贝伊国”。然而突尼斯贝伊名义上仍然向奥斯曼帝国苏丹称臣。
在1881年春天，法国部队宣称突尼斯部队越过了法国在北非的最主要的殖民地阿尔及利亚，从而占领了突尼斯。同样对突尼斯感兴趣的意大利进行了抗议。但是没有对法国发动一场战争。同年5月12日，Muhammad III as-Sadiq签署了巴尔杜条约，突尼斯正式成为法国保护地。
在第二次世界大战期间，法国被納粹德國佔領，在突尼西亞的殖民政府由德國傀儡政權维希法國接管。1942年11月，維希法國被德國和意大利進駐，突尼西亞被義大利控制，建立了短暫的意屬突尼西亞，直至盟軍於突尼西亞戰役擊敗意大利軍隊解放了突尼西亞並歸還於法國。
在第二次世界大战之后，争取国家独立持续并且紧张化。

## 现代突尼斯
2021年9月22日，凱斯·賽義德宣布對2014年憲法進行改革並組建新政府。